# Siloaminscriptie
De Siloaminscriptie is een inscriptie die is aangebracht op een van de wanden van de Siloamtunnel. Op grond van de paleografische en taalkundige kenmerken wordt de inscriptie gedateerd rond 700 v.Chr. Daarmee is het een van de oudste bekende Hebreeuwse inscripties, geschreven in paleo-Hebreeuws schrift, dat sterk overeenkomt met het Fenicisch alfabet.

## Vondst
De inscriptie is gevonden in 1880 in Siloam, de huidige Arabische wijk Silwan in Oost-Jeruzalem, op de tunnelwand van de Siloamtunnel, zo'n zes meter voor de zuidelijke uitgang, bij de vijver van Siloam. Een jaar of tien na de vondst werd de inscriptie uitgehouwen en overgebracht naar Constantinopel, de hoofdstad van het Ottomaanse Rijk. Tegenwoordig wordt de inscriptie bewaard in het Archeologisch museum van Istanboel. Replica's zijn aanwezig in het Israel Museum in Jeruzalem, en in de Siloamtunnel zelf, ongeveer op de plaats waar de oorspronkelijke inscriptie is aangetroffen.

## Tekst

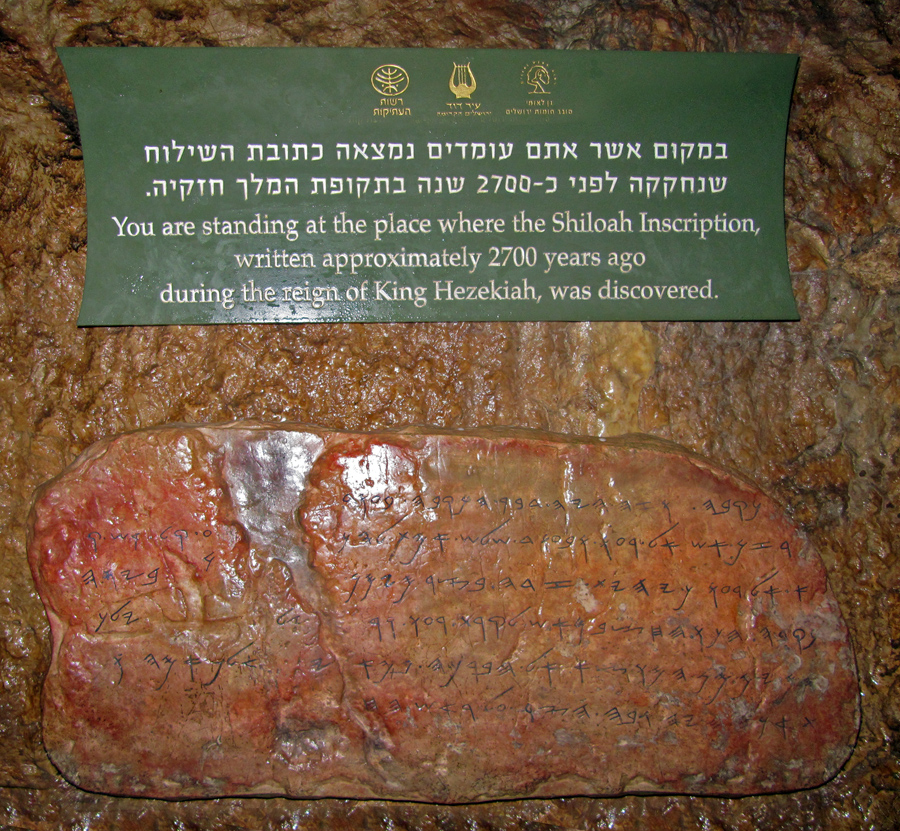
Replica van de siloaminscriptie in de siloamtunnel

De tekst van de inscriptie bestaat uit zes regels van ongelijke lengte en beschrijft de aanleg van de tunnel. De tekst is op enkele plaatsen beschadigd. De gereconstrueerde tekst laat zich als volgt vertalen:
1[Dit] is de tunnel en op deze wijze is de tunnel uitgebroken. Terwijl [de steenhouwers hieuwen met]
2hun houwelen, de een richting de ander, en met nog 3 ellen te g[aan], de stemmen van de roepende mannen
3de een naar de ander [konden worden gehoo]rd, want er was een zdh rechts en [links]. De dag dat de
4doorbraak gemaakt werd, hieuwen de steenhouwers richting elkaar, houweel tegen houweel, en het water
5vloeide van de bron naar de poel, [taal]fhonderd ellen, ondanks dat de
6hoogte van de rots boven de hoofden van de steenhouwe[rs] honderd el bedroeg.
Over de betekenis van het woord zdh bestaat onder Hebraïci geen overeenstemming; voorgestelde vertalingen zijn onder meer 'barst', 'overlap', 'ontmoeting' en 'toename (van geluid)'.
Uit de tekst blijkt dat de tunnel van twee kanten is aangelegd en dat de beide ploegen steenhouwers elkaar ondergronds ontmoetten. De S-vormigheid van de tunnel bevestigt deze lezing en laat zien dat de berekeningen die hiervoor nodig waren met grote nauwkeurigheid moeten zijn gemaakt.

## Achtergrond en datering
De Siloamtunnel wordt meestal geïdentificeerd als de tunnel die de Judeese koning Hizkia volgens het Bijbelverhaal liet aanleggen. De gangbare datering van de inscriptie in 700 v.Chr. past bij deze opvatting. Een andere datering werd in 1996 bepleit door John Rogerson en Philip Davies, die de inscriptie in de tijd van de Hasmoneeën plaatsten (2e eeuw v.Chr.). Met name op grond van de paleografie en taalkundige kenmerken van de tekst heeft dit voorstel echter geen weerklank gevonden en is de heersende opvatting nog steeds dat een datering rond 700 v.Chr. het meest waarschijnlijk is.